# کفناخ
کفناخ (به فرانسوی: Keffenach) یک کمون در فرانسه با جمعیت ۲۱۹ نفر است که در Canton of Soultz-sous-Forêts واقع شده‌است.